# Ich mach’s wie die Sonnenuhr
Ich mach’s wie die Sonnenuhr ist das vierte Musikalbum des deutschen Schlagersängers Olaf Malolepski, der durch die ehemalige Schlagergruppe Die Flippers bekannt wurde. Das Album wurde am 21. März 2014 in Deutschland, Österreich und der Schweiz durch Ariola (Sony Music) veröffentlicht.

## Inhalt
Die 14 Titel wurden von Joschi Dinier, Oliver Corvino, Armin Kandel, Frank Becker, Marcel Brell, Reiner Burmann, Andreas Bärtels, Werner Stephan und Anke Thomas komponiert. Die Texte stammen unter anderem von Joschi Dinier, Tommy de Winter, Helmut Theil, Marita Theil, Tobias Reitz, Edith Jeske, Frank Becker, Matthias Teriet, Bernd Meinunger. Arrangeure waren Joschi Dinier und Reiner Burmann. Produziert wurde das Album von Joschi Dinier, wie schon beim Debütalbum.
Wie bei den drei Alben zuvor gibt es wenige Unterschiede zum Musikstil der Flippers. Themen sind die Liebe, Glück und Fröhlichkeit, wobei er auch ab und zu nachdenkliche Töne anspricht.

## Covergestaltung
Auf dem Cover ist Malolepski in einer gelben Lederjacke sitzend zu sehen. Im Hintergrund sieht man eine Mauer, auf der man eine Uhr erkennen kann. Sein Name sowie der Titel des Albums sind in blauer Schrift gehalten.

## Titelliste
1. Ich mach’s wie die Sonnenuhr
2. Dann käm die Sehnsucht jede Nacht zu mir
3. Ich gebe dir mein Wort
4. Du kennst mein Herz
5. Paradiso (Insel des Glücks)
6. Ich bin da (ganz egal wo du auch bist) (mit Tochter Pia Malo)
7. Wie beim allerersten Mal
8. Das Glück kommt nie zu spät
9. Allez allez Chérie
10. Noch so viele Träume
11. Im Liegestuhl des Lebens
12. Der alte Capitano
13. Aber du (du gehst mit mir durch dick und dünn)
14. Meine Kinderzeit

## Charts und Chartplatzierungen
| ChartsChartplatzierungen | Höchstplatzierung | Wochen |
| ------------------------ | ----------------- | ------ |
| Deutschland (GfK)        | 11 (5 Wo.)        | 5      |
| Österreich (Ö3)          | 36 (2 Wo.)        | 2      |
| Schweiz (IFPI)           | 89 (1 Wo.)        | 1      |